# Ali Bourequat
Ali Bourequat, född i Rabat, är en marockansk författare som fängslades av den marockanska regimen i 18 år. I sin bok Jag såg solen två gånger på tio år har han beskrivit tortyren och fångenskapet i Tazmamart.

## Biografi
Ali Bourequat var son till en militär från Tunisien och en marockansk prinsessa, nära släkt med Muhammed V av Marocko. Efter Marockos självständighet från Frankrike 1956 blev Bourequat privatsekreterare för sin far, som blev chef för den nya statens underrättelsetjänst.
1961 dog kungen och efterträddes av sin son Hassan, familjen Bourequat lämnade sina positioner vid hovet. Ali Bourequat själv blev en framgångsrik affärsman i Rabat.

### Politisk fånge
Våren 1973 varnade Ali Bourequat kung Hassan II för att en statskupp planerades. I juli samma år arresterades och kidnappades Ali och hans bröder Midhat och Bayazid av den hemliga polisen. Utan rättegång tillbringade bröderna 18 år i fängelse.

## Filmografi
- Om den mänskliga själens värdighet: Ali Bourequat och hans fångenskap i Tazmamart: ett filmiskt oratorium av Ingela Romare till musik av Arvo Pärt.[5]